# Brunnarna
Brunnarna är en sjö i Rättviks kommun i Dalarna och ingår i Dalälvens huvudavrinningsområde. Sjön har en area på 0,193 kvadratkilometer och ligger 184,5 meter över havet.